# Juliana Mbengono
Juliana Mbengono Elá Avomo (Ebebiyín, 18 de mayo de 1996) es una escritora ecuatoguineana. 

## Trayectoria
Es finalista en la carrera de Periodismo en la Universidad Nacional de Guinea Ecuatorial. 
En el ejercicio profesional, como comunicadora se ha especializado en los contenido culturales. Y como escritora y comunicadora edita igualmente varios blogs como Popó mango y Biyaare.
Ha sido promotora del colectivo “Capullos literarios/Más Letras”, que realiza acciones poéticas y lecturas públicas en espacios urbanos, y coordinadora de Locos por Cultura-LPC. Actualmente integra la compañía de teatro Biyeyema.
Juliana Mbengono mantiene colaboraciones con diferentes proyectos e instituciones como fue la exposición en espacios públicos “Escritoras en mi barrio” (2021) de la Biblioteca Nacional de Guinea Ecuatorial y los Centros culturales de España Guinea Ecuatorial. O la segunda edición de “Cuentos en Red” (2021) de la red de centros culturales de la Cooperación Española, Casa África y la Real Academia de España en Roma.
En 2021, fue poeta invitada del IX Festival Iberoamericano de Poesía de Fusagasugá, Colombia.
En marzo de 2023, las actrices de la compañía Biyeyema presentan en Bata una obra teatral basada en los relatos "Terapia"  y "Vestida de mujer"  de Juliana Mbengono. 

## Publicaciones
- En narrativa Hijas de la mujer. Ed. Mey, 2016.
- Y en poesía: Barro en mis pies, de 2018[5] de coedición artesanal de Más Letras y Ed. Habitación 323 y Cosas que no debe escribir una niña. Molde para mujeres imperfectas,[6][7] publicado en 2019 por Ediciones en AUGE.
- Antologada en Luz para todos: Muestrario de voces más allá de los márgenes de Ed. Habitación 323 en 2018.
- Así como textos en publicaciones colectivas del Centro Cultural Ecuatoguineano, Centro Cultural de España en Malabo o el Instituto Francés de Guinea Ecuatorial.
- Con motivo del Día de la Lengua Portuguesa de 2021, la Casa Fernando Pessoa y la Embajada de Italia en Lisboa incluyeron su poema Sentimientos no correspondidos en el poemario "Português Lugar da Escrita - Mulheres na poesia",[8] selección de poesía de los países que integran la CPLP.
- Parte de su obra está incorporada al catálogo del Fondo Digital de Guinea Ecuatorial de la Biblioteca Digital de AECID.[9]
- En 2020,[10] su obra es incluida en la antología Teléfono de emergencia literaria: escritoras ecuatoguineanas editada por los centros culturales de España en Bata y Malabo.
- En 2021[11] participa de la obra colectiva De cuarentena: reflexiones, relatos y poesías con Librada Ela Asumu, Anita Hichaikotó Topapori y Cristina Guadalupe Eyenga Ondó Mikó.
- Articulista en "Nevando en la Guinea".

## Reconocimientos
Ha resultado ganadora en varios certámenes literarios: 
- Tercer premio en la modalidad de poesía del Certamen "Equinoccio de primavera" del Centro Cultural Ecuatoguineano en 2014.
- Con Hijas de la mujer, primer premio del IV certamen "Juan Manuel Davies" de la Casa de Cultura de Rebola en 2015.
- Segundo premio del certamen "Cosas de mujeres" organizado por el IFGE Archivado el 19 de agosto de 2021 en Wayback Machine. Malabo en 2018.
- Tercer premio[12] con Exponentes culturales y manifestaciones artísticas en Guinea Ecuatorial en la modalidad de ensayo del II Certamen "Miguel de Cervantes" organizado por la Academia Ecuatoguineana de Lengua Española en 2018.
- Con Estrella perdida, segundo premio del certamen "Guinea Escribe"[13] en la zona insular, organizado por los Centros Culturales de España en Bata y Malabo y la Fundación Martínez hermanos en 2019.
- Con la obra Noche oscura ganó el certamen Amadou Ndoye[14] organizado por la Universidad de la Laguna en el año 2019.
- Primer premio en la modalidad de narrativa del V Certamen "Miguel de Cervantes" organizado por la Academia Ecuatoguineana de Lengua Española en 2021.